# Bebådelsekatedralen, Suchumi
Bebådelsekatedralen, (georgiska: სოხუმის საკათედრო ტაძარი; ryska: Благовещенский собор) tidigare Den grekiska Sankt Nikolauskyrkan, är en abchazisk-ortodox katedral belägen i staden Suchumi, i det de facto självstyrande territoriet Abchazien, i nordvästra Georgien.
Katedralen är helgad åt högtiden Jungfru Marie bebådelsedag. Även att den tillhör den abchazisk-ortodoxa kyrkan, är den huvudkyrkan för det Suchumi-abchaziska stiftet, som hör till den georgisk-ortodoxa kyrkan.

## Historik
Från början var Bebådelsekatedralen i Suchumi grekisk-ortodox, då den började byggas 1909 på bekostnad av den lokala grekisk-ortodoxa församlingen.
Katedralen stod färdig 1915 och invigdes ursprungligen för att hedra Sankt Nikolaus, då den kallades fram till 1940-talet för ''Den grekiska Sankt Nikolauskyrkan''.
Efter att det stora fosterländska kriget hade tagit slut blev byggnaden en katedral för det Suchumi-abchaziska stiftet i den georgisk-ortodoxa kyrkan.
I mars 2010 genomgick byggnaden restaureringar, där kupolen förgylldes. Sedan dess har katedralen varit en monument.
Gudstjänster hålls fortfarande (januari 2024) inne i byggnaden, där liturgier hålls på kyrkslaviska, abchaziska, georgiska och grekiska.

## Katedralen
Katedralen har en kupol med ett kors, som är gjord i bysantinsk stil.
Inne i katedralen finns ett sidokapell som är helgat åt Sankt Nikolaus. Byggnaden är treskeppig.

## Övrigt
Bredvid kyrkan finns också en romersk-katolsk och en luthersk kyrka, som uppfördes ungefär samtidigt som denna.

## Bilder

Katedralen avbildad på ett frimärke, från 1923.
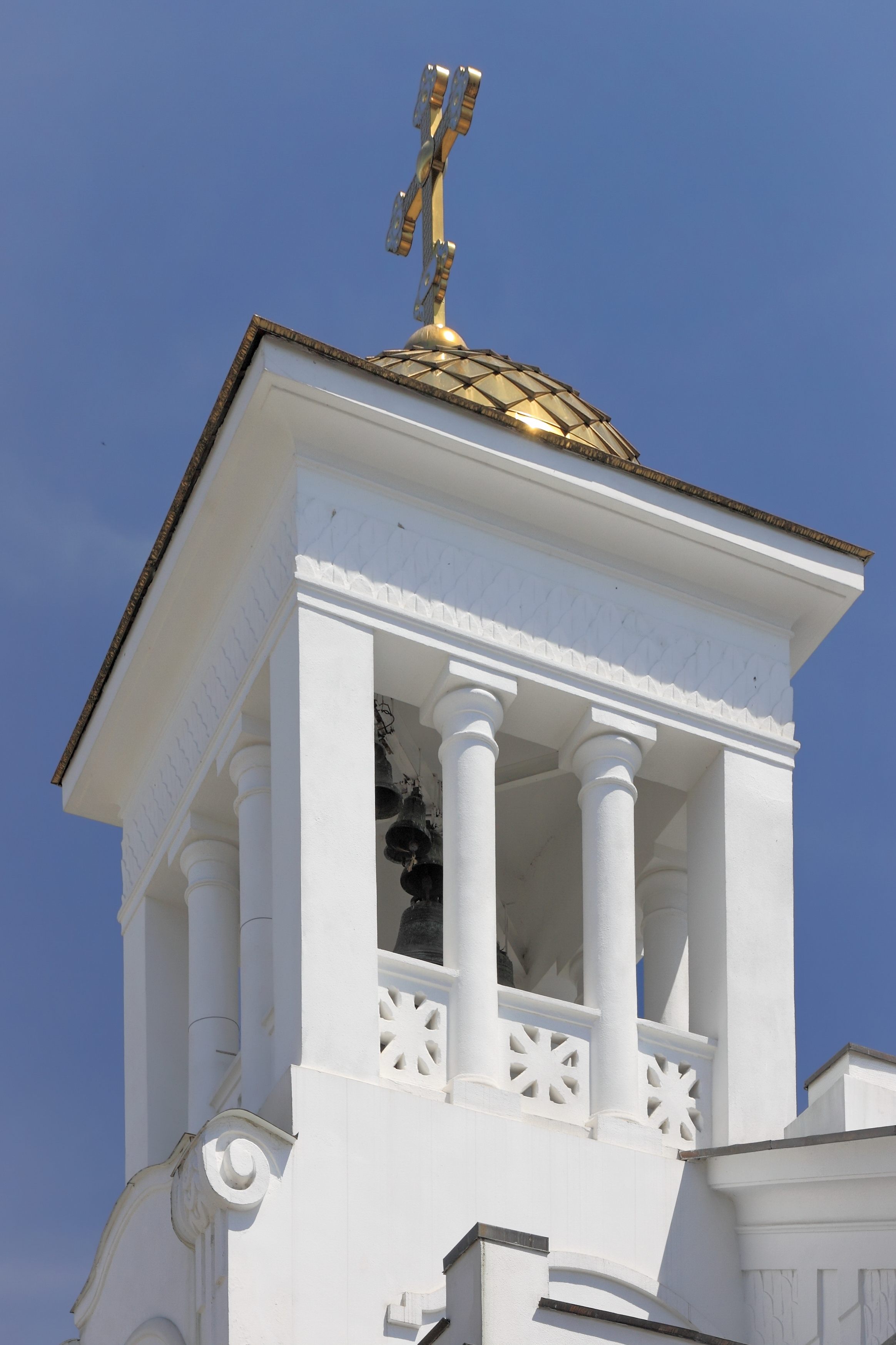
Närmare bild på klocktornet.

### Allmänna källor
- Благовещенский собор в Сухуме | Сухумский кафедральный собор Благовещения Пресвятой Богородицы — история, описание, фото, координаты на карте, адрес, отзывы (vtrip.ru)
- 35 лучших достопримечательностей Сухума - самый полный обзор (blogtravel.by)
- Благовещенский собор (Annunciation Cathedral) \ Абхазия \ Сухум (turtella.ru)
- Благовещенский кафедральный собор | Сухум | Культурный туризм (culttourism.ru)